# Úy Thị
Úy Thị (chữ Hán giản thể: 尉氏县, âm Hán Việt: Úy Thị huyện) là một huyện thuộc địa cấp thị Khai Phong, tỉnh Hà Nam, Cộng hòa Nhân dân Trung Hoa. Huyện Úy Thị có diện tích 1257 km², dân số năm 2002 là 850.000 người. Huyện lỵ đóng tại trấn Thành Quan. Huyện Úy Thị được chia thành 8 trấn và 9 hương.
- Trấn: Thành Quan, Vị Xuyên, Thái Trang, Vĩnh Hưng, Trương Thị, Châu Khúc, Thập Bát Lý và Thủy Pha.
- Hương: Cương Lý, Đại Mã, Đại Doanh, Trang Đầu, Đại Kiều, Nam Tào, Hình Trang, Môn Lâu Trách và Tiểu Trần.